# Patty Kempner
Patty Kempner   (Augusta, 24 d'agost de 1942) és una nedadora estatunidenca, ja retirada, especialista en braça, que va competir durant les dècades de 1950 i 1960.
El 1960 va prendre part en els Jocs Olímpics d'Estiu de Roma, on disputà dues proves del programa de natació. En els 4x100 metres estils, formant equip amb Lynn Burke, Carolyn Schuler i Chris von Saltza, guanyà la medalla d'or, mentre en els 200 metres braça fou setena.
Durant la seva carrera esportiva va batre dos rècords mundials, guanyà dos campionats nacionals de l'AAU de les 100 iardes braça (1957 i 1958) i guanyà una medalla de plata als Jocs Panamericans de 1959.